# Simulium qinghaiense
Simulium qinghaiense är en tvåvingeart som beskrevs av Liu, Gong, Zhang, Luo och Shu Wen An 2003. Simulium qinghaiense ingår i släktet Simulium och familjen knott. Inga underarter finns listade i Catalogue of Life.